# メッセージサービス
メッセージサービスとは、文字を2進数の1-3バイトのデジタル符号にすること。

または、それを送信、受信して、双方向通信を可能にしたことの総称。

## メッセージサービスの拡張・進展
- SMS・SNS
- ポケベルの数字挿入システム
- Microsoft Outlook1997・1998
- MOディスクのSHIFT_JISの変換フォーマット(.TEM)